# Campeonato Mundial de Para-Atletismo
O Campeonato Mundial de Para-Atletismo, conhecido como Campeonato Mundial de Atletismo da IPC até 2015, é uma competição bienal de para-atletismo organizada pela World Para Athletics, ramo do Comitê Paralímpico Internacional. Seus eventos são disputados por atletas com deficiências motoras e intelectuais. A primeira edição foi disputada em Berlim, Alemanha, no ano de 1994.

## Edições
| Edição | Ano  | Cidade-sede                   | Período            |
| ------ | ---- | ----------------------------- | ------------------ |
| 1ª     | 1994 | Berlim, Alemanha              | 22 a 31 de julho   |
| 2ª     | 1998 | Birmingham, Reino Unido       | 6 a 16 de agosto   |
| 3ª     | 2002 | Lille, França                 | 20 a 28 de julho   |
| 4ª     | 2006 | Assen, Holanda                | 2 a 10 de setembro |
| 5ª     | 2011 | Christchurch, Nova Zelândia   | 21 a 30 de janeiro |
| 6ª     | 2013 | Lyon, França                  | 19 a 28 de julho   |
| 7ª     | 2015 | Doha, Catar                   | 22 a 31 de outubro |
| 8ª     | 2017 | Londres, Reino Unido          | 14 a 23 de julho   |
| 9ª     | 2019 | Dubai, Emirados Árabes Unidos | 7 a 15 de novembro |
| 10ª    | 2021 | Kobe, Japão                   |                    |